# Narancsok háborúja
A narancsok háborúja (spanyolul: Guerra de las Naranjas, portugálul: Guerra das Laranjas, franciául: Guerre des Oranges) (1801. május 20. – június 6.), rövid konfliktus, amelynek során Franciaország és Spanyolország háborút viselt Portugália ellen.
A háború kiváltó oka az volt, hogy a portugál kormány 1800-ban nem fogadta el Napoléon Bonaparte Első Konzulnak azt a követelését, hogy Portugália váljék Franciaország politikai és gazdasági csatlósává, és engedje át az ország területének nagy részét.
A francia seregek 1801 áprilisában léptek Portugália területére. Május 20-án a spanyol csapatok is támadást kezdtek Manuel Godoy parancsnoksága alatt. A harcok Portugália vereségével végződtek, Godoy bevette a spanyol határ közelében fekvő Olivenza városát. Győzelmét követően leszakított néhány narancsot a közeli Elvasban, és elküldte őket a spanyol királynőnek azzal az üzenettel, hogy továbbvonul Lisszabon felé. Erről kapta a konfliktus a „narancsok háborúja” nevet.
Az olivenzai csata után Portugália megkötötte a badajozi békét (1801. június) Spanyolországgal és Franciaországgal. Portugália beleegyezett, hogy lezárja kikötőit az angol hajók előtt, kereskedelmi kedvezményeket nyújt Franciaországnak, átengedi Olivenzát Spanyolországnak. Szeptemberben Bonaparte tábornok kikényszerítette a badajozi szerződés kiegészítését: a madridi szerződésben Brazília egyes területeit Francia Guyanához csatolták, és Portugália 20 millió frank jóvátételt is fizetett a Francia Köztársaságnak.

## Lásd még
- The Spanish-Portuguese War 1801